# Алессандро Преціозі
Алессандро Преціозі (італ. Alessandro Preziosi, нар. 19 квітня 1973, Неаполь, Італія) — італійський актор.

## Життєпис
Алессандро народився у сім'ї юристів. Своє дитинство провів в Авелліно. Згодом він переїхав до Неаполя і вивчав право в Університеті імені Фрідріха II.
Преціозі працював у сфері податкового права при Університеті Салерно. Він також відвідував Академію художньої драматургії у Мілані. Там Преціозі помітив режисер Антоніо Календа, який довірив йому зіграти роль Гамлета.
Алессандро працював на телебаченні у мильній опері «Vivere». Однак, популярність актор здобув завдяки ролі графа Фабріціо Рісторі у серіалі Еліза.
У другому сезоні він знявся лише у декількох епізодах, оскільки віддав перевагу роботі над ролями у театрі. Основними постановками актора стали «Король Лір» Вільяма Шекспіра та п'єса «Дайте мені три каравелли».
У 2004 році знявся в головній ролі у фільмі «Ваніль і шоколад». 2007 року з'явився у фільмах «Жайворонок» Паоло й Вітторіо Тавіані та «Віце-королі».
Кінокритики високо оцінили серіал за участі Алессандро «Комісар Де Лука».
Актор удостоївся нагороди за цей проект на Венеційському кінофестивалі Agrigento Efebo D'Oro за найкращу адаптацію літературного твору (романів Карло Лукареллі). Він також отримав ще одну нагороду за майстерну інтерпретацію.
В 2010 році зіграв роль гомосексуала у фільмі «Холості постріли». Згодом взяв участь у таких проектах як: «Любов і помста» (2011), «Красуня і чудовисько» (2014).
2016 року знявся у серіалі «Медічі: Володарі Флоренції» разом з Річардом Медденом та Дастіном Гоффманом.
2019 року на екрани вийшов фільм «Свобода вибору» у якому актор зіграв роль судді Марко Ло Б'янко. Ще однією роботою Преціозі став міні-серіал «Не бреши». Його партнеркою була Грета Скарано.
Актор активно розвиває й свою кар'єру у театрі. У травні 2019 року завершився показ шоу «Вінсент Ван Гог — запах білого». Алессандро зіграв у ньому роль художника-постімпресіоніста.

## Особисте життя
Преціозі — батько двох дітей. Його первісток Андреа Едуардо народився 4 липня 1995 року у стосунках із Скарлетт Зіто.
З 2004 по 2010 зустрічався з колегою Вітторією Пуччіні. 16 травня у них народилася донька Єлена.
Після тривалих відносин з Пуччіні, почав зустрічатися з Гретою Карандіні, донькою університетського професора.

## Фільмографія
- 1999 — «Життя по-італійськи»
- 2002 — «Еліза»
- 2004 — «Ваніль та шоколад»
- 2008 — «Комісар де Лука»
- 2008 — «Кров переможених»
- 2010 — «Холості постріли»
- 2010 — «Святий Августин»
- 2011 — «Інше обличчя»
- 2013 — «Пристрасть проти політики»
- 2014 — «Леон і Белла»
- 2015 — «Танго свободи»
- 2016 — «Медічі, повелителі Флоренції»
- 2017 — «Під прикриттям»
- 2018 — «Ніхто не схожий на нас»
- 2019 — «Свобода вибору»